# Liste der denkmalgeschützten Objekte in Jungholz
Die Liste der denkmalgeschützten Objekte in Jungholz enthält die denkmalgeschützten, unbeweglichen Objekte der Gemeinde Jungholz.

## Denkmäler
| Foto |                 | Denkmal | Standort                                     | Beschreibung | Metadaten |
| ---- | --------------- | --- | -------------------------------------------- | --- | --- |
| ja   | Datei hochladen | Kriegerdenkmal bei der Pfarrkirche HERIS-ID: 65924 Objekt-ID: 78793 TKK: 24785                                         | Jungholz 40, gegenüber Standort KG: Jungholz | Das Kriegerdenkmal steht unter der großen Dorflinde (Jubiläumslinde) nahe der Pfarrkirche. Es wurde 1923 für Gefallene und Vermisste des Ersten Weltkrieges errichtet und nach dem Zweiten Weltkrieg erweitert. Das dreiteilige Steinmonument trägt eine bekrönende Herz-Jesu-Figur, an den Seitenteilen Inschriftentafel zum Gedenken an die Gefallenen und Vermissten beider Weltkriege. Einfassung durch eine Natursteinmauer. | BDA-Hist.: Q38111982 Status: § 2a Stand der BDA-Liste: 2025-06-30 Name: Kriegerdenkmal bei der Pfarrkirche GstNr.: 24 Kriegerdenkmal Jungholz                                                                               |
| ja   | Datei hochladen | Ortskapelle hll. Peter und Paul HERIS-ID: 65925 Objekt-ID: 78794 TKK: 24780                                            | Jungholz 35a, neben Standort KG: Jungholz    | Die Kapelle in der Ortschaft Langenschwand wurde in der Mitte des 18. Jahrhunderts errichtet und im Jahr 1902 umgebaut. Der Viersäulenaltar mit einem Gemälde der heiligen Peter und Paul entstand um 1700. | BDA-Hist.: Q38111990 Status: § 2a Stand der BDA-Liste: 2025-06-30 Name: Ortskapelle hll. Peter und Paul GstNr.: .67 |
| ja   | Datei hochladen | Ortskapelle hl. Antonius HERIS-ID: 65926 Objekt-ID: 78795 TKK: 24781                                                   | Jungholz Standort KG: Jungholz               | Die Kapelle mit Satteldach und Glockendachreiter wurde um 1750 erbaut. | BDA-Hist.: Q38111999 Status: § 2a Stand der BDA-Liste: 2025-06-30 Name: Ortskapelle hl. Antonius GstNr.: .15 Kapelle hl. Antonius, Jungholz                                                                                 |
| ja   | Datei hochladen | Kath. Pfarrkirche Unsere Liebe Frau Mariae Namen, Friedhof m. Totenkapelle HERIS-ID: 55622 Objekt-ID: 64352 TKK: 24779 | Jungholz 40 Standort KG: Jungholz            | Die größtenteils barocke Pfarrkirche mit schlichtem Langhaus wurde im Jahr 1743 erbaut. Der Turm mit einem Spitzhelm ist neugotisch. Die Gemälde am Hochaltar und den beiden Seitenaltären stammen vorwiegend aus dem 19. Jahrhundert. | BDA-Hist.: Q38066739 Status: § 2a Stand der BDA-Liste: 2025-06-30 Name: Kath. Pfarrkirche Unsere Liebe Frau Mariae Namen, Friedhof m. Totenkapelle GstNr.: .39, 27, 25 Pfarrkirche Unsere Liebe Frau Mariae Namen, Jungholz |